# Pseudonannolene pusilla
Pseudonannolene pusilla är en mångfotingart som beskrevs av Filippo Silvestri 1895. Pseudonannolene pusilla ingår i släktet Pseudonannolene och familjen Pseudonannolenidae. Inga underarter finns listade i Catalogue of Life.